# Битка код Батине
Битка код Батине (или Батинска битка) је вођена између 11. и 19. новембра 1944. између јединица НОВЈ и Црвене армије са једне стране и јединица Вермахта и његових савезника са друге стране. Циљ јединица НОВЈ је било ослобађање Барање, а совјетске армије је био да успостави мостобран за прелазак својих тенковских јединица на десну страну Дунава ради лакшег заузимања Мађарске. Са друге стране Немци су се трудили да омогуће повлачење немачких и квислиншких јединица преко Хрватске и Словеније у Аустрију. Батинска битка је трајала од 11. до 19. новембра и окончала се победом јединица НОВЈ и Црвене армије. На месту битке данас се налази меморијални комплекс. Ово је највећа битка по количини снага учесника, интензитету борби и стратешком значају у току читавог Другог светског рата на подручју Југославије.

## Увод
Почетком новембра 1944. ослобођени су Београд, Банат и Бачка, док је у Срему формиран Сремски фронт, док је главнина немачке Групе армија Е далеко заостала, а њена претходница се пробијала кроз Санџак. Тиме су се пред јединицама Црвене армије отвориле широке офанзивне перспективе. Совјетска Врховна команда („Ставка”) одлучила је да искористи релативну слабост немачких снага пред својим левим крилом, форсира Дунав и продре у југозападну Мађарску. Продором по левој страни Драве додатно би се продубила криза немачке одбране Балкана (Групе армија Ф) и угрозила Аустрија са југа, а продором западном страном уз Дунав угрозила би се Будимпешта и Аустрија са запада. С обзиром да су јединице 2. украјинског фронта продирале ка Дунаву и Будимпешти са истока, овај продор 3. украјинског фронта претио је одсецањем и опкољавањем Будимпеште. На крајњем левом крилу совјетског фронта, у саставу 3. украјинског фронта, током продора кроз Србију налазила се само 57. совјетска армија, уз 17. ваздушну армију и 4. гардијски механизовани корпус са пратећим артиљеријским и инжењерским јединицама. Иако релативно малобројна формација, она је током заједничких операција са НОВЈ успела значајно да испредњачи у односу на снаге немачке Групе армија Ф (2. оклопна армија и Група армија Е). Совјетска команда се стога одлучила да даље користи стечено преимућство, и форсира Дунав у области Барање.
Снаге 75. стрељачког корпуса 57. армије и тек основане 51. војвођанске дивизије НОВЈ су се распоредили на левој обали Дунава од Баје до Бачке Паланке. Са друге стране Вермахт је распоредио дивизију Бранденбург од ушћа Драве до Батине, а од Батине до Баје новоформирану 31. мађарску СС дивизију Ломбард, појачану мађарским фашистима. Комбиноване немачке снаге у почетку батинске операције бројале су преко 30.000 војника, а на крају преко 60.000 војника. Над њима је команду преузео штаб Друге оклопне армије, који је своје корпусе у Југославији постепено предавао групи армија Е. Наведене совјетске и југословенске снаге имале су задатак да енергичним нападом на осовинске снаге да форсирају Дунав, створе и одбране мостобран. Током битке, обе стране енергично су привлачиле додатне снаге. Јединице на Сремском фронту (Први пролетерски корпус и 68. стрељачки корпус Црвене армије) имале су задатак да снажним притиском вежу немачке снаге пред собом, и онемогуће њихово пребацивање у Барању.

## Битка
Јединице Црвене армије морале су да осигурају прелазак на другу страну Дунава како би обезбедили линију до Нађкањиже и Стоног Београда и тако окружили Будимпешту. Планирано је да 75. стрељачки корпус уз помоћ јединица из зоне Апатина пређе Дунав пределу Батине. Лево крило 75. корпуса јужно од Апатина чувала би 299. дивизија, а десно крило код Бездана 734. пук 233. дивизије и 8. бригада 51. војвођанске дивизије. Прва група је морала да успостави мостобран између Батине и Апатина, отворивши пут остатку 3. украјинског фронта ка Печују и Секешфехервару. и да до 15. новембра стигне до линије Топоље-Кнежеви Виногради-Биље. Јединице 51. дивизије НОВЈ су имале да наставе дуж Драве и да ослободе Барању.
Прва извиђачка група 12. војвођанске бригаде и 233. дивизије Црвене армије (које је командовао пуковник Сидоренко) успеле су неопажено да пређу Дунав у ноћи 9. на 10. новембар 1944. године. Приближили су се непријатељским положајима на неколико метара и тамо чекали долазак главних јединица, помажући им слањем сигнала. 11. новембра, пред зору, два батаљона 233. дивизије Црвене армије и један батаљон 12. бригаде, уз снажну подршку совјетске артиљерије, са рибарским чамцима су се пребацили преко Дунава у рејон код Батине, а затим покренули напад на немачке положаје. Прво су напали Драж, триг 205 и Змајевац, испред којих су заустављени.
У поподневним часовима 11. новембра и у ноћи 11. на 12. новембар, остали батаљони 12. бригаде пребачени су преко Дунава и придружили се оним јединицама које су пребачене ујутру. 12. новембра, око поднева, 35. СС дивизија, уз подршку тенкова и 20 авиона, кренула је у контранапад и успела је да до ноћи потисне 12. бригаду и 233. батаљонску дивизију на западну ивицу Батине. Борбе су настављене 13. новембра, када је 2. батаљон 7. бригаде пребачен преко Дунава у помоћ тамошњим снагама Црвене армије и НОВЈ.
Следећег дана, Немци су наставили да нападају у веома тешкој борби и успели су да потисну трупе ка источном делу Батине. У наредна два дана водиле су се тешке уличне борбе на улицама Батине. Совјетске трупе и 51. дивизија су потиснуте 15. новембра. У овом критичном тренутку цела 73. гардијска дивизија Црвене армије, а у ноћи 15. на 16. новембар и други батаљони 7. бригаде такође су пребачени преко реке, који су заменили исцрпљене батаљоне 12. бригаде.
Најкрвавије борбе вођене су на железничкој станици Батина и брду 169, познатом као „Крвавo брдо”. Црвена армија и НОВЈ су 16. новембра напали нацисте са свиме што су имали, и на крају потиснули 35. СС дивизију на Драж и Змајевац. Упоредо са развојем борбе у правцу Змајевца и Дража, 18. новембра прешли су Дунав, северно од Апатина. 236. дивизија Црвене армије и батаљон 8. бригаде 51. дивизије кренули су ка Моњорошу и замку Тиквеш. До 22. новембра остале трупе 236. совјетске дивизије и 8. бригаде пребачене су преко Дунава. Следећег дана, у општем јуришу, 73. гардијска дивизија заузела је Змајевац заједно са 51. дивизијом, док су 8. Моњорошева бригада и 233. дивизија заузеле Драж.

## Жртве
У бици код Батине је за 18 дана новембра 1944. године, погинуло 1.885 војника, а од тога су губици Црвене армије били 1.237 погинулих бораца, а 648 из редова НОВЈ.

## Исход
Операција Црвене армије уз помоћ југословенских, бугарских и румунских снага, окончана је великим успехом. Током новембра 1944. јединице 57. армије Црвене армије и 12.војвођанског корпуса НОВЈ успеле су да одбране и прошире мостобране у Барањи, упркос огорченом отпору, првенствено дивизије Бранденбург. С обзиром да је НОВЈ успешно задржала немачке снаге Команде Југоистока (Групе армија Ф), немачка Врховна команда била је принуђена да на овај фронт довлачи снаге Групе армија Ц из северне Италије (44. и 71. дивизију). Међутим, совјетска команда умешно је користила остварени продор, обезбедила прелазе и масирала трупе под командом Трећег украјинског фронта. Под његову команду су привучене, поред 57. армије, 46. армија, затим 6.гардијска тенковска, 4. гардијска, 9. гардијска, 26, 27. и Прва бугарска армија. Ове снаге оствариле су продор уз Драву и уз Дунав, одсекавши и, уз садејство Другог украјинског фронта, опколивши Будимпешту.
Тиме створена криза немачке одбране била је главни мотив немачких противудара. Немци су били присиљени да привлаче трупе са осталих фронтова (4. СС оклопни корпус са Висле, 6. СС оклопну армију из Ардена). Последња немачка офанзива (Фрилингсервахен) марта 1945, окончана је неуспехом, и уследио је крах немачких снага на свим фронтовима.

## Јединице немачке војске
Немачки Вермахт је направио одбрамбену линију на Батини, коју је бранила:
- Дивизија Бранденбург
- „31. добровољачка SS Бачка дивизија”
- „44. пешадијска дивизија” (која је познатија под именом 44. Reichsgrenadier-Division „Hoch- und Deutschmeister”)

Ове јединице су биле подељене, односно оне које су се налазиле северно од Батине, биле су подређене Врховној команди (немачке) копнене војске, а оне јужно од Батине, биле су подређене Врховној команди Вермахта.. У овај број нису урачунате полицијске јединице (немачке, мађарске и хрватске), као ни усташке и домобранске јединице
Командни кадар немачке војске
- Командант „Дивизије Бранденбург” био је  генерал-мајор Херман Шулте-Хојтхаус (1898—1979)
- Командант „44. пешадијске дивизије” био је генерал-потпуковник Ханс-Гинтер фон Рост (1894—1945)
- Командант „31. добровољачке SS Бачке дивизије” био је генерал-мајор Густав Ломбард (1895—1992)

## Јединице Црвене армије
Јединице „Црвене армије”, учеснице ове битке биле су у саставу „57. армије” (рус. 57-я армия):
- „75. стрељачки корпус”
- „68. стрељачки корпус”
- „4. гардијски механизовани корпус”

Из ваздуха их је помагала „17. ваздухопловна армија” (рус. 17-я возду́шная а́рмия).
Командни кадар црвене армије

Командант „57. армије Совјетског Савеза” био је генерал-потпуковник Михаил Николајевич Шарохин (1898—1974).
- Командант „75. стрељачког корпуса” био је генерал-мајор Адријан Захарович Акименко[9] (1898—1989)
- Командант „68. стрељачког корпуса” био је генерал-мајор Иван Кондратјевич Кравцов[10] (1896—1964)
- Командант „4. гардијског механизованог корпуса” био је генерал-потпуковник Владимир Иванович Жданов (1902—1964)

Командант „17. ваздухопловне армије” био је генерал-потпуковник Владимир Александрович Судец (1904—1981).

## Јединице НОВЈ
У бици код Батине учествују и јединице НОВЈ, односно 51. (војвођанска) дивизија, која је формирана 31. октобра 1944. године, под именом „3. војвођанска народноослободилачка ударна дивизија”, али је већ 13. новембра 1944. године, променила име у „51. војвођанску народно ослободилачку ударну дивизију”.

За разлику од осталих „војвођанских дивизија”, које то биле само по имену, јер им је састав чинили углавном Срби из Босне и Херцеговине, 51. (војвођанска) дивизија НОВЈ је попуњена људством са простора Срема, Бачке и Баната, а само мањим делом из Босанске Крајине.

Дивизија је после коначне попуне имала у свом саставу 9.582 борца.
Борбени састав ове дивизије чиниле су следеће (тек формиране) јединице:
- „7. војвођанска ударна бригада” ('формирана: 2. јула 1944. године), имала је око 900 бораца
- „8. војвођанска ударна бригада” (формирана: 11. септембра 1944. године), имала је око 790 бораца (од 19. новембра 1944. године, када улази у борбу имала је 2.775 бораца)
- „12. војвођанска ударна бригада” (формирана: 8. октобра 1944. године), имала је око 2.500 бораца
- „14. војвођанска (словачка) бригада” (формирана: 11. новембра 1944. године), имала је око 720 бораца (од половине новембра је имала око 1.200 бораца)
- „Артиљеријска бригада” (формирана: 12. новембра 1944. године), имала је око 832 борца

Командни кадар НОВЈ

Командант 51. (војвођанске) дивизије НОВЈ био је потпуковник Срета Савић — Коља (1913—1990)
- Командант „7. војвођанске ударне бригаде” био је Милан Јешић — Ибра[14] (1914—1986)
- Командант * „8. војвођанске ударне бригаде” био је Милан Корица — Ковач[15] (1919—1987)
- Командант „12. војвођанске ударне бригаде” био је Душан Дороњски — Јоцика[16] (1922—1992)
- Командант „14. војвођанске (словачке) ударне бригаде” био је Јан Пољик — Ђура[17] (19??-19??)
- Командант „Артиљеријске бригаде” био је Војислав-Воја Живановић — Џокеј[17] (1920-19??)

## Занимљивости
Постоји улица Батинске битке.